# 이치카와 다이스케
이치카와 다이스케(일본어: 市川 大祐, 1980년 5월 14일 ~ )는 일본의 전직 축구 선수로 현역 시절 시미즈 에스펄스에서 오랫동안 활약했다.

## 구단 경력
1997년 J1리그의 시미즈 에스펄스에 입단했다. 2001년에 천황배 우승을 차지했다. 2010년까지 325경기에 출전하여, 12득점을 넣었다. 2011년 방포레 고후로 이적했다. 2012년 J2리그의 미토 홀리호크로 이적했다. 2013년부터 2014년까지 후지에다 MYFC에서 뛰었다.

## 국가대표팀 경력
그는 1998년 4월 1일 대한민국과의 경기에서 일본 국가대표팀에 데뷔했다. 
1998년 아시안 게임에 참가할 일본 U-23 국가대표팀에 발탁되었다.
2002년 FIFA 월드컵에도 출전했다. 그는 2002년까지 국제 A매치 통산 10경기에 출전했다.

## 통계
| 일본 | 일본 | 일본 |
| 연도 | 출전 | 득점 |
| ---- | ---- | ---- |
| 1998 | 1    | 0    |
| 1999 | 0    | 0    |
| 2000 | 0    | 0    |
| 2001 | 0    | 0    |
| 2002 | 9    | 0    |
| 통산 | 10   | 0    |